# Tipula (Microtipula) nigroabdominalis
Tipula (Microtipula) nigroabdominalis is een tweevleugelige uit de familie langpootmuggen (Tipulidae). De soort komt voor in het Neotropisch gebied.